# Famille de Kerguelen de Kerbiquet
La famille de Kerguelen est une famille subsistante de la noblesse française, originaire de Saint-Thois en Bretagne.
Elle a été illustrée par Yves Joseph de Kerguelen de Trémarec.

## Origines
La famille de Kerguelen est originaire de Kerguelen, dans la paroisse de Saint-Thois, (Finistère). Suivant la légende, elle aurait donné Hervé de Kerguelen, chevalier croisé en 1248, dont les armes figurent aux salles des croisades du château de Versailles. Elle serait d'origine chevaleresque. 
Elle remonte sa filiation à Guillaume de Kerguelen, écuyer, vivant en 1410, et fait donc partie de la noblesse d'ancienne extraction. Elle se divisa en plusieurs branches et fut maintenue noble en 1670, à Rennes, lors de la Grande enquête sur la noblesse.
La famille de Kerguelen a donné son nom à l'archipel des Kerguelen, dans l'océan indien. Les diverses branches de cette famille sont éteintes. Seule subsiste la branche de Kerguelen de Kerbiquet.

## Possessions
La famille de Kerguelen a possédé, entre autres, les seigneuries de Keranroc'h (en Landrévarzec), Kermatcaro, de Kergoat, de Penanrum, de Kerbi, de Guermer, de Kersaint, de Kerbiquet, de Trémarec.

## Personnalités
- Hyacinthe de Kerguelen de Kerbiquet (1637-?), frère capucin, missionnaire.
- Yves Joseph de Kerguelen de Trémarec (1734-1797), amiral, chevalier de Saint-Louis, navigateur et explorateur. Il découvre les îles de la Désolation, auxquelles l'explorateur anglais James Cook donnera le nom d'archipel des Kerguelen.

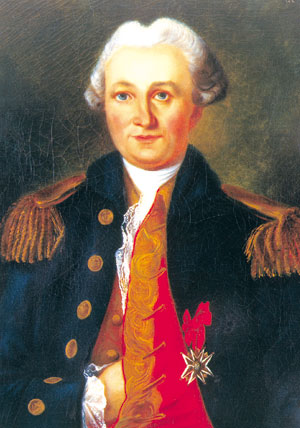

## Armes et devise
- Armes : D'argent à trois fasces de gueules, surmontées de quatre mouchetures de sable.
- Devise : « Vert en tout temps »

## Alliances
Familles: du Chastel, du Cleuziou, de Conny de Lafay, de La Bouexière, de Doncquer-Tseurroeloffs, de Forsanz, Hersart de La Villemarqué, Joyaut de Couesnongle, de Kerakoven, de Kératry, de Kerault, de Kerniher, de Kermeur, de Kermoisan, de Keroüartz, de Kersauson, de La Bouexière, de La Porte de Vezin, de La Roche du Rusquet, de La Sauldraye, Le Jumeau de Carcaradec, Le Prévost de La Moissonnière, Mahé de Kerouan, de Penanrum, de Pentroff, Potier de Courcy, Regnouf de Vains, Thépault du Breignou, de Trédern, de Tregouët, Urvoy de Portzamparc.